# Войцехув (Стараховицький повіт)
Войцехув (пол. Wojciechów) — село в Польщі, у гміні Павлув Стараховицького повіту Свентокшиського воєводства.
У 1975-1998 роках село належало до Келецького воєводства.